# Neckarsulm
Neckarsulm (pronunciació en alemany: [nɛkaʁˈzʊlm]) és una ciutat del nord de Baden-Württemberg, Alemanya, a prop de la ciutat de Heilbronn i dins d'aquest districte.
Neckarsulm és coneguda pels seus projectes d'energies renovables i la viticultura. La Weingärtnergenossenschaft Neckarsulm-Gundelsheim (cooperativa de viticultors) és la societat de viticultors més antiga d'Alemanya. El Trollinger i Lemberger són les  varietats de vinya més cultivades a la regió.
El Schwarz Gruppe (Grup Schwarz) que dirigeix les dues empreses Lidl i Kaufland té la seva seu a Neckarsulm.
El nom de la ciutat deriva de la ubicació de la ciutat, allà on conflueixen els rius Neckar i Sulm. Neckarsulm va ser esmentada per primera vegada en un document l'any 771, com un lloc fundat pels francs, en una escriptura de donació del monestir de Lorsch.

## Geografia
Neckarsulm és al costat oriental de la vall del riu Neckar. La ciutat és a 30 quilòmetres de les muntanyes de Löwenstein i està enclavada dins del bosc de Suàbia-Franconia. La ciutat més pròxima és Heilbronn, que és la sisena ciutat més gran de l'estat de Baden-Württemberg. L'àrea urbana la formen la mateixa ciutat i els districtes d'Amorbach, Dahenfeld i Obereisesheim. Ocupa una superfície de 25,70 km².

## Història
Inicialment propietat dels senyors d'Staufer, Neckarsulm va ser feu dels Senyors de Weinsberg abans de 1212, quan van construir el recinte del castell a Scheuerberg. La construcció del palau de la ciutat es remunta al segle XIII. Va obtenir estatus de vila i mercat al principi del segle XIV, temps en què també es va construir la muralla. El 1335, els senyors de Weinsberg van vendre Neckarsulm a l'arquebisbat de Magúncia, que va cedir el lloc als senyors de Sickingen a mitjans del segle XV. El 1484 la ciutat va ser intercanviada de l'Arquebisbat de Magúncia a l'Orde Teutònic, que governà la ciutat fins al 1805. L'escut de la ciutat amb la creu negra sobre fons blanc són símbols de l'Orde Teutònic.
Durant la Guerra dels Camperols (1525), els pagesos revoltats van destruir la seu administrativa de l'Ordre Teutònic al castell de Scheuerberg. En el mateix segle, el nom de "Neckarsulm" es va anar consolidant, ja que abans sempre s'havia anomenat "Sulm". Durant la Guerra dels Trenta Anys, la població va suportar contínues ocupacions militars, a més a més d'una epidèmia de pesta. De finals del segle xvii fins a mitjans del XVIII, Neckarsulm va patir l'ocupació en diverses guerres.
Després de les guerres napoleòniques, Neckarsulm va fer a mans del regne de Württemberg (regne des de 1806) i va ser la principal ciutat administrativa de Württemberg  La ciutat, principalment dedicada a l'agricultura i la viticultura fins al segle XIX, es va convertir en una ciutat industrial, amb el ferrocarril (1866) i per la seva ubicació a la riba del Neckar. S'hi va instal·lar la fàbrica de màquines de teixir Christian Schmidt (1880) i la firma NSU que va produir bicicletes, motocicletes i cotxes (avui: AUDI AG). La població es va duplicar de 1.863 el 1801 a 3.707 el 1900 i es van enderrocar les muralles per afavorir el creixement de la ciutat.
Durant el Tercer Reich i la Segona Guerra Mundial, la ciutat va mantenir una important caserna i les empreses industrials Karl Schmidt i NSU can ser importants en la indústria de guerra. El centre de la ciutat va ser destruït pels bombardejos al final de la guerra (1945) La reconstrucció va durar fins al 1950.
El municipi de Dahenfeld es va agregar a la ciutat de Neckarsulm (1971) i al municipi d'Obereisesheim l'1 de maig de 1972. Un any més tard, l'1 de gener de 1973, la ciutat de Neckarsulm va ser declarada gran ciutat de districte.

## Població
El 2022, Neckarsulm tenia una població de 26.221 habitants amb una densitat de població de 1,051/km² (2022). La població va augmentar un 0,27% entre 2011 i 2022.

## Llocs d'interès
- Museu alemany de les dues rodes i NSU: dedicat als vehicles de dues rodes que inclouen cotxes i motocicletes produïts a Alemanya. El museu és al castell de l'Ordre Teutònic de Neckarsulm.
- Stadtmuseum Neckarsulm - Museu de la ciutat de Neckarsulm dedicat a la història de la ciutat des de l'època medieval fins a l'actualitat. L'any de construcció de la casa del museu data de 1545.[7]
- Torre d'oficines TDS de Neckarsulm[8]
- Transmissor Obereisesheim[9]
- Restes de la muralla medieval de la ciutat als costats oest i nord del centre històric.